# Саргант, Уильям
Уильям Уолтерс Саргант (англ. William Walters Sargant; 24 апреля 1907 — 27 августа 1988) — неоднозначный британский психиатр, вошедший в историю как пропагандист таких методов лечения, как психохирургия, терапия глубоким сном,  терапия с использованием электрошока (электросудорожная терапия) и инсулинокоматозная терапия. Хотя его помнят как одно из основных имён в британской послевоенной психиатрии, склонность к противоречивым методам лечения, таким как инсулиновый шок и терапия глубоким сном, а также отвращение ко всем формам психотерапии и опора на догмы, а не клинические данные привели к тому, что он и по сей день остаётся спорной фигурой, чьи работы редко цитируются в современных текстах из области психиатрии.

## Молодость и медицинская карьера
Саргант родился в Хайгейте в большой и богатой методистской семье. Его отец был брокером в лондонском Сити, а мать, Элис Уолтерс, — дочерью методистского пастора из семьи богатых валлийских пивоваров. Пятеро его дядей были проповедниками. У него было два брата — Томас Саргант, правозащитник, и Норман Саргант, епископ Майсура, и пять сестёр. Саргант посещал Leys School в Кембридже, затем изучал медицину в колледже Святого Иоанна Кембриджского университета. Он не преуспевал в учёбе, но играл в команде регби колледжа Святого Иоанна, был президентом Медицинского общества Кембриджского университета и коллекционировал автографы известных деятелей из мира медицины. Саргант получил спортивную стипендию для игроков в регби, благодаря которой смог завершить медицинское образование в больнице Святой Марии. Его отец потерял большую часть накоплений во время Великой депрессии в конце 1920-х годов, и стипендия позволила Сарганту продолжить медицинское образование. После получения медицинской квалификации он работал хирургом и врачом в больнице Святой Марии, и всё указывало на то, что у него впереди большая медицинская карьера. Однако в 1934 году — через 4 года после получения лицензии на врачебную практику — нервный срыв и пребывание в психиатрической больнице сорвали его планы. Позднее Саргант приписал этот период депрессии недиагностированному туберкулёзу, однако причиной срыва могла стать неудача проведённых им исследований по использованию очень больших доз железа для лечения злокачественной анемии, которые не были хорошо приняты.
После выздоровления Саргант работал ассистентом врача в больнице Ханвелла, а затем некоторое время помогал шурину в частной практике в Ноттингеме, прежде чем решиться на карьеру в психиатрии. В 1935 году Эдвард Мапотер предложил ему работу в больнице Модсли. В своей автобиографии Саргант писал о совпадении взглядов Мапотера с его собственными: «Будущее психиатрического лечения заключается в открытии простых физиологических методов лечения, которые можно было бы применять так же широко, как и в общей медицине». Вскоре после прибытия в больницу Модсли Саргант занялся исследованиями использования амфетамина в качестве нового средства от депрессии. Он сам принимал его, готовясь к экзаменам по психологии. В течение всей жизни Саргант принимал целый ряд лекарств от депрессии. Ещё одним методом лечения, который был введен в больнице Модсли во время пребывания Сарганта там, была инсулиновая шоковая терапия.
В 1938 году Саргант получил стипендию Рокфеллера на год обучения в Гарвардской медицинской школе в Бостоне, штат Массачусетс, под руководством профессора Стэнли Кобба. Находясь там, он проводил эксперименты по гипервентиляции и разработал теорию, согласно которой разница между здоровыми людьми и невротиками заключается в том, что последние утратили восприимчивость к внушениям других. Во время визита в Вашингтон он встретился с Уолтером Фрименом и тремя его пациентами, перенесшими психохирургическое лечение. Несмотря на то, что результаты не были полностью успешными, Саргант решил ввести такие методы лечения в Великобритании.

## Вторая мировая война
Вскоре после начала Второй мировой войны в 1939 году Саргант вернулся в Великобританию, где узнал, что больница Медсли была эвакуирована и разделена на две части: первая часть была переведена в школу Милл-Хилл, Северный Лондон, а вторая — в госпиталь, созданный в старом здании работного дома в Бельмонте близ Саттона (графство Суррей). Саргант, а также Х. Дж. Шорвон, Элиот Слейтер, клинический директор, и Луи Мински, директор больницы, были переведены в больницу в Бельмонте, переименованную в Службу неотложной медицинской помощи Саттона. Больница, которая принимала как гражданских пациентов, так и солдат, находилась под совместным контролем Министерства здравоохранения и Совета графства Лондон  . Саргант описал своё разочарование, когда медицинские консультанты Совета попытались пресечь его эксперименты с новымы методам лечения, такими как электросудорожная терапия и психохирургия (также известная как лейкотомия), но, по его словам, «в конечном итоге мы добились своего». Им, например, разрешалось проводить индивидуальные психохирургические операции только с одобрения медицинских консультантов Совета. Когда они не дали согласия на операцию, Саргант обошёл запрет, отправив пациентов в больницу Святого Георгия, где их прооперировал Уайли МакКиссок (Элиот Слейтер временно заведовал там отделением психиатрии). По его словам, это было «тайное добро». Но критики видели в нём человека крайних взглядов, жестокого, безответственного и не охотно прислушивающегося к советам других. Некоторые считали, что им руководил подавленный гнев, а не желание помочь людям. Саргант отбирал невротических пациентов, особенно с навязчивыми размышлениями, для операции, которая несла с собой значительный риск смерти, ухудшения личности, эпилептических припадков и недержания мочи. После эвакуации из Дюнкерка в Службу неотложной медицинской помощи Саттона поступило большое количество военных, пострадавших от психиатрических заболеваний. Саргант тогда развивал методы абреакции — техники, при которой пациенты вновь переживали травматический опыт прошлого под влиянием барбитуратов. Для лечения военнослужащих Саргант также использовал модифицированную инсулинотерапию, электросудорожную терапию и седативные препараты. Во время войны Саргант и Элиот Слейтер написали учебник «Введение в физические методы лечения в психиатрии», который выдержал 5 изданий и был переведён на несколько языков. В 1940 году Саргант женился на Пегги Глен, с которой познакомился в лаборатории в Бельмонте, где Пегги работала волонтёром. Детей у них не было.

## Больница святого Фомы
После войны Сарганту было трудно обосноваться в воссоединённом госпитале Модсли, и он безуспешно подал заявку на работу в другом месте. В 1947 году его пригласили на год в Дьюкский университет (США) в качестве приглашённого лектора по психиатрии. Он вернулся в Англию в августе 1948 года, после того, как ему предложили должность заведующего отделением психологической медицины в больнице Святого Фомы в Лондоне. В то время новое отделение располагалось в подвале и не имело стационарных коек для пациентов, а от студентов не требовалось посещать лекции по психиатрии Саргант оставался в больнице Св. Фомы до конца карьеры и расширил отделение, превратив его в «группу активного лечения, обучения и исследований». Подвал был отремонтирован и переоборудован под амбулаторное отделение (где применяли электрошоковую терапию, модифицированную инсулиновую терапию, инъекции метедрина и т.д.), а в результате слияния больницы Святого Фомы с близлежащей больницей Royal Waterloo Саргант получил палату на 22 места для стационарных пациентов (где он использовал длительную терапию наркозом, также называемую терапией глубокого сна). Работа Сарганта в больнице Святого Фомы финансировалась за счёт средств Национальной службы здравоохранения, пожертвований больнице Святого Томаса и частных пожертвований.
В больнице Св. Томаса, как и в больнице Бельмонта, Саргант подвергал пациентов подвергал пациентов комбинированной электросудорожной терапии до трех месяцев, непрерывному наркозу, терапии инсулиновой комы и лекарствам. Выступая в Лидсе он произнёс: «В течение нескольких лет мы использовали длительную терапию глубоким сном для лечения тяжёлых случаев рефрактерной депрессии. При необходимости мы можем держать пациентов в состоянии комы или глубокой летаргии до 3 месяцев. Во время терапии сном мы дополнительно применяем электросудорожную терапию и антидепрессанты». Саргант использовал наркоз (терапию сном), чтобы преодолеть отказ пациента от электросудорожной терапии, или даже провести ее без их ведома. В своём стандартном учебнике «Введение в физиотерапию в психиатрии» он писал: «Многие пациенты, неспособные переносить длительный курс электрошоковой терапии, могут делать это, когда тревога снимается с помощью наркоза... Что самое ценное, они обычно не помнят, как долго длилась терапия или сколько ударов тока было применено... После 3 или 4 процедур пациенты они могут попросить прекратить терапию электрошоком из-за растущего страха перед дальнейшим лечением. Сочетание электрошоковой терапии и наркоза позволяет избежать этого...» Саргант также выступал за увеличение частоты сеансов ЭСТ для тех, кого он описывает как «стойких, обсессивных пациентов», чтобы вызвать эффект «терапевтической дезориентации», и тем самым предотвратить выражение пациентами своего несогласия. Кроме того, он заявлял, что «удерживая пациента в состоянии сна, можно использовать самые разные методы лечения, включая лекарства и электросудорожную терапию, сочетание которых приводит к значительной потере памяти во время наркоза. Обычно пациент не знает, сколько времени он спал или какие виды лечения применялись, даже если это были удары током. Во сне... можно использовать множество физических методов лечения, необходимых, но часто плохо переносимых. Возможно, здесь мы видим новое захватывающее начало в психиатрии и возможность наступления эры лечения в психиатрии, подобной той, которая последовала за введением анестезии в хирургии».
Австралийский врач, вдохновлённый методами Сарганта, Гарри Бейли начал использовать терапию глубоким сном в частной больнице Челмсфорд в Сиднее, что привело к смерти 26 пациентов. Бейли и Саргант находились в тесном контакте и, похоже, соперничали друг с другом в том, кто из них способен удержать пациента в состоянии более глубокой комы. Смертность среди пациентов Сарганта была ниже, чем среди пациентов Бейли, в основном благодаря навыкам ухода «соловьёв» (медсестёр в больнице Святого Фомы). К каждому спящему пациенту приставляли медсестру или стажёра, которые проверяли его каждые 15 минут и каждые 6 часов будили, кормили, мыли и водили в туалет. Некоторым медсёстрам не нравилось работать в отделении сна, однако одна из бывших сестёр отделения защищала эту терапию, утверждая, что «пациенты были счастливы, что им помогают».
Саргант придерживался мнения, что каждый человек, страдающий проблемами психологического характера, должен как можно скорее подвергнуться интенсивному лечению всеми доступными методами — если необходимо, в сочетании. Он называл себя «врачом психологической медицины». Доступные методы лечения, описанные Саргантом «современными» или «активными», включали препараты в высоких дозах (антидепрессанты, амфетамины, барбитураты, транквилизаторы, нейролептики), электросудорожную терапию, терапию инсулиновой комой, длительный наркоз и лейкотомию. Неудачи лечения приписывались «плохой личности пациента» до начала терапии (Саргант говорил, что «из свиного уха шелковый мешочек не сошьёшь»). Пациентов, лечение которых не удалось, отправляли из больницы Святого Томаса в отделения психиатрических больниц.
Поскольку Саргант не работал полный рабочий день в больнице Св. Фомы, он также имел возможность лечить пациентов в других больницах и открыть частную практику на Харли-стрит (после смерти его состояние было оценено в более 750 000 фунтов стерлингов). Он также писал статьи для медицинской и популярной прессы, появлялся в телевизионных программах и опубликовал автобиографию под названием «Беспокойный ум» (1967). В 1956—1957 годах он был председателем секции психиатрии Королевского медицинского общества, а также был одним из основателей Всемирной ассоциации психиатрии. В 1973 году он был награждён медалью Старки и премией Королевского общества здравоохранения в знак признания работы в области психического здоровья. 
Второй приступ туберкулёза и депрессии в 1954 году позволил Сарганту найти время, чтобы закончить книгу «Битва за разум» (это также дало ему возможность бросить привычку курить, с которой он боролся в течение 30 лет) . Период выздоровления он провёл на Майорке, а Роберт Грейвс помог ему подготовить книгу к печати. «Битва за разум», опубликованная в 1957 году, была одной из первых книг, посвящённых психологическому механизму индоктринации. Хотя упомянутую работу часто называют книгой по «промыванию мозгов», а её подзаголовок гласит «Физиология обращения и индоктринации», Саргант подчёркивал, что его целью является объяснение этих процессов, а не подстрекательство к их применению. В книге он широко обращается к религиозным явлениям, и в частности к такому течению христианства, как методизм, подчеркивая очевидную потребность в тех, кто меняет умы людей, чтобы сначала их взволновать, как это сделал основатель методизма, Джон Уэсли.
Саргант рассматривал связь между открытиями Павлова и тем, как люди учатся и усваивают системы убеждений. Образцы условного поведения могут быть изменены стимулированными стрессами, выходящими за пределы способности собаки реагировать, что по сути вызывает срыв. Тот же эффект может быть достигнут более интенсивными сигналами, более продолжительными периодами ожидания, чередованием положительных и отрицательных сигналов и изменением психического состояния собаки, например, из-за болезни. В зависимости от исходной индивидуальности собаки это может привести к сильному укоренению новой системы убеждений. Саргант также связал открытия Павлова с механизмами идеологической обработки в религии и политике.
Некоторые из бывших коллег Сарганта вспоминают его с восхищением. Дэвид Оуэн работал подчинённым Сарганта в больнице Святого Томаса в 1960-х годах, прежде чем посвятить себя политической карьере. Он упоминает его как «сильную личность, демонстрирующую львиную храбрость в лечении пациентов» и «человека, ставшего легендой». Однако другие, пожелавшие остаться неизвестными, называли Сарганта «автократом, угрозой и неудачником» и говорили об «ущербе, который он нанёс».
Кроме того, отдельные пациенты по-разному вспоминают своё лечение у Сарганта. Один человек, лечившийся от депрессии в личном кабинете Сарганта на Харли-стрит в 1960-х годах, вспоминал впоследствии «Уилла» с любовью и уважением. Каждые полгода он приходил к нему на короткую консультацию, получал высокие дозы лекарств и проходил электрошоковую терапию; он вспоминал, какое огромное облегчение испытал, когда ему сказали, что его депрессия была химически и генетически детерминирована и не может быть преодолена силой воли. Однако женщина, которая была госпитализирована в больницу Святого Фомы в 1970 году с послеродовой депрессией и частично потеряла память в результате терапии с применением наркоза и электрошока, вспоминала свой опыт с гневом.
Британская актриса Селия Имри была госпитализирована в больницу Святого Фомы, когда ей было четырнадцать, для лечения анорексии под присмотром Сарганта. Ей была назначена электросудорожная терапия и большие дозы антипсихотического препарата Ларгактил и инсулина. Имри писала, что её возможное выздоровление не имело ничего общего с Саргантом и его причудливыми методами.

## Документальная программа на BBC Radio
1 апреля 2009 года BBC Radio 4 транслировала документальную программу под названием «Кто на самом деле был властелином умов», составленную и представленную Джеймсом Мо, о работе Сарганта в палате сна больницы Святого Фомы. Среди интервьюируемых были Дэвид Оуэн, бывший интерн Сарганта, многие пациенты больницы Святого Томаса, а также лица, пережившие эксперименты в Porton Down, которые заявили, что лечение, проводимое Саргантом разрушило их жизни. Среди прочего были затронуты: проблема систематического нарушения прав пациентов в плане выражения согласия на лечение; тот факт, что Саргант признался в переписке с австралийским юристом, что в результате применяемой им терапии глубоким сном несколько пациентов скончалось; и то обстоятельство, что все медицинские карты в больнице Св. Фомы и соответствующих органах здравоохранения, относящиеся к деятельности Сарганта, были уничтожены, что затрудняет, если не делает невозможным, обращение пациентов в суд за компенсацией.

## МК-Ультра
В последние годы писатель Гордон Томас предположил, что эксперименты Сарганта по терапии глубокого сна могли быть частью британского участия в секретной программе ЦРУ МК-Ультра по контролю над разумом. Дональд Юэн Кэмерон проводил аналогичные эксперименты в Канаде, и в последующие годы выяснилось, что его деятельность частично финансировалась ЦРУ. Кэмерон часто консультировался с Саргантом, и однажды Саргант послал Кэмерону сообщение следующего содержания: «Что бы вы ни делали в этой области, я пришёл к этому первым». В книгах, посвящённых экспериментам Кэмерона упоминается, что два психиатра контактировали друг с другом. Несмотря на то, что Саргант работал консультантом в MI5, нет никаких доказательств того, что его деятельность по использованию терапии глубоким сном в больнице Святого Фомы имела какое-либо отношение к секретным службам.

## Цитаты
«Что бы произошло, если бы они [новые методы физического и химического психиатрического лечения] были доступны в течение последних пятисот лет? ... Джон Уэсли, который годами страдал от депрессии, прежде чем принять идею спасения верой, а не добрыми делами, мог бы избежать этого и просто вернуться, чтобы помочь своему отцу в качестве священника Эпворта после лечения. Уилберфорс тоже мог бы вернуться к жизни в городе и избежать своей долгой борьбы за отмену рабства и своей зависимости от лауданума. Лойола и Святой Франциск, возможно, также продолжили свою военную карьеру. Возможно, даже раньше, Иисус Христос возможно, просто вернулся к своим плотницким работам после того, как начал использовать современные [психиатрические] методы лечения».
"Хотя люди не собаки, им следует смиренно вспоминать, насколько их мозг работает как мозг собаки, а не хвастаться, что они полубоги. Люди одарены религиозным и социальным сознанием и разумом, но с психологической точки зрения все эти способности связаны с мозгом. Следовательно, не следует злоупотреблять мозгом, навязывая ему религиозную или политическую мистическую оболочку, заглушающую разум, или вульгарный рационализм, подавляющий религиозные чувства» (стр. 274).

## Книги Уильяма Сарганта
- 1944 (with E Slater) An introduction to physical methods of treatment in psychiatry. Edinburgh: E & S Livingstone. 2nd edition (1948) Edinburgh: E & S Livingstone. 3rd edition (1954) Edinburgh: E & S Livingstone. 4th edition (1963) Edinburgh: Livingstone. 5th edition (1972) Edinburgh: Churchill Livingstone, ISBN 0-443-00868-X. Published in the US (1944) as An introduction to somatic methods of treatment in psychiatry. Baltimore: Williams and Wilkins
- 1957 Battle for the mind: a physiology of conversion and brainwashing. London: Heinemann. Reprinted in the US (1997) Battle for the mind: a physiology of conversion and brainwashing.Cambridge, MA: Malor Books, ISBN 1-883536-06-5
- 1967 The unquiet mind: the autobiography of a physician in psychological medicine. London: Heinemann
- 1973 The mind possessed: a physiology of possession, mysticism, and faith healing. London: Heinemann

## Внешние ссылки
- Работа Сарганта в The Wellcome Library, Лондон
- Рецензия на «Битву за разум»
- Выдержка из главы об инсулиновой шоковой терапии из учебника «Введение в физиотерапию в психиатрии» (издание I, 1944 г.)
- Аудиофайл из трансляции "Кто на самом деле был властелином мыслей"
- Сайт, посвященный экспериментам Сарганта с длительной анестезией, созданный его бывшими пациентами